# 太原合成洗涤剂厂
太原合成洗涤剂厂，亦称太原洗涤剂厂，是曾位于山西省太原市董茹村的一家大型企业，2008年进入破产程序。典型产品有芳芳、洁莉等品牌洗涤剂系列产品。
太原洗涤剂厂是中华人民共和国继上海、北京、天津合成洗涤剂厂之后，筹建的第四家合成洗涤剂生产企业。1964年由国家计划委员会批准，1965年国家基本建设委员会批复。1965年开工兴建，1969年1月23日试车投产。旗下拥有凤凰、孔雀、金蝶、华乐、三环、AA、白熊、金蝶、凤凰、孔雀、芳芳等品牌的洗涤剂系列产品，其中洁莉、芳芳牌洗涤剂系列产品获中华人民共和国轻工业部1987年、1989年、1990年质量奖。90年代中期因管理问题，太原洗涤剂厂迅速衰落。1997年，深圳的三九集团派代表入驻太原洗涤剂厂，对企业进行了兼并；2000年，太原柯琳日化有限公司接手太原洗涤剂厂。2008年，太原洗涤剂厂破产。